# Шекун-Коломійченко Марія Феофанівна
Шекун-Коломійченко Марія Феофановна (1892, Єлисаветград — 3.09.1938, Сімферополь) — українська співачка початку ХХ століття. Жертва сталінських репресій.

## Життєпис
Батьки — Олександра Капітонівна та військово-морський лікар Феофан Васильович Шекун.
Закінчивши в 1912 році Єлисаветградську гімназію, вступає в Московську консерваторію, де навчається співу в педагога-італійця Умберто Мазетті.
З 1917 року Марія виступає перед публікою у музично-драматичному товаристві «Кобзар».
З 1918 по 1919 рік разом з чоловіком проживає в Галичині.
Гастролює в Італії, Австрії, Польщі.
В 1920 році подружжя повертається в Київ.
У 20-ті роки Шекун-Коломійченко активно гастролює, виконує майже весь відомий тоді український класичний репертуар, народні пісні.
В 1929 Федора Коломійченко заарештували і засудили у справі «СВУ». Він повернувся із заслання через три роки, але їх шлюб розпався.
Стан здоров'я Марії погіршився, вона тільки зрідка виступає в Севастополі, де живе після одруження з морським офіцером М.Куценком.
23 вересня 1937 Марію Феофанівну Шекун-Коломийченко заарештували. Їй інкримінували нелегальний перехід кордону з Польщі в Радянську Росію в 1921 з метою шпигунської діяльності. Слідству видалися підозрілими знання багатьох мов, гастролі за кордоном і мешкання в Севастополі. Через місяць жорстоких допитів Марія «визнала» себе винною. Цих свідчень радянському правосуддю виявилося достатньо, щоб розстріляти Марію Феофанівну Шекун-Коломийченко та її першого чоловіка Федора Євдокимовича Коломійченка в 1938 році.
Реабілітована 27 серпня 1957 року.